# Родріго Вальдес
Родріго Вальдес (ісп. Rodrigo Valdéz; 22 грудня 1946, Картахена — 14 березня 2017, там же) — колумбійський боксер, представник середньої вагової категорії. Виступав на професійному рівні в 1963—1980 роках, володів титулами чемпіона світу за версіями Всесвітньої боксерської асоціації (WBA) та Всесвітньої боксерської ради (WBC), був лінійним та абсолютним чемпіоном світу в середній вазі.
Нарівні з Антоніо Сервантесом і Мігелем Лорою вважається одним з найбільших професійних боксерів Колумбії. Журналом «Рінг» поставлено на 29-е місце у списку ста найбільших панчерів усіх часів.

## Біографія
Родріго Вальдес народився 22 грудня 1946 року в місті Картахена департаменту Болівар.
Дебютував як професійний боксер вже у віці сімнадцяти років у жовтні 1963 року, вигравши у свого суперника за очками. Протягом двох років здобув вісім перемог, але в 1965 році його переможна серія перервалася — була поразка технічним нокаутом від непереможеного співвітчизника Хуана Ескобара (у шостому раунді Вальдес отримав травму і через це не зміг продовжити поєдинок).
Незважаючи на програш, боксер-початківець продовжив активно виходити на ринг, так, у 1966—1968 роках він додав у послужний список ще чотирнадцять виграних поєдинків, при цьому не зазнав жодної поразки — лише у двох боях за його участю була зафіксована нічия.
У 1969 році вперше виїхав боксувати за межі Колумбії, вирушив у тривалий тур США, успішно виступав у Лас-Вегасі, Нью-Йорку та Каліфорнії, перемігши багатьох сильних американських боксерів. У квітні 1971 року на арені "Медісон-сквер-гарден" виграв достроково у американця Боббі Кессіді.
У вересні 1973 року одноголосним рішенням суддів узяв гору над досвідченим американським боксером Бенні Бріско і завоював цим титул чемпіона Північноамериканської боксерської федерації (NABF) у середній ваговій категорії.
Після ще кількох перемог Вальдес піднявся досить високо у світових рейтингах і в 1974 став офіційним претендентом на титул чемпіона світу за версією Всесвітньої боксерської ради (WBC), який на той момент належав аргентинцю Карлосу Монсону. Однак Монсон відмовився від цього бою і незабаром був позбавлений чемпіонського звання, в результаті чого чемпіонський пояс, що став вакантним, оскаржили Вальдес і Бенні Бріско. У другому раунді колумбієць отримав серйозне розтин над лівим оком, але продовжив успішно боксувати, а в сьомому раунді відправив суперника в нокдаун і незабаром завершив поєдинок технічним нокаутом.
Отриманий чемпіонський пояс Родріго Вальдес зумів захистити тричі. Під час четвертого захисту він таки зустрівся з видатним аргентинцем Карлосом Монсоном в об'єднавчому поєдинку, на кону якого стояв титул чемпіона світу за версією Всесвітньої боксерської асоціації (WBA). Незадовго до початку Вальдес дізнався про загибель свого брата, хотів скасувати бій, але контрактні зобов'язання не дозволили йому цього зробити, і бій у Монте-Карло все ж таки відбувся. В результаті, як зазначали очевидці, Вальдес виглядав на рингу апатичним, програвши за підсумками п'ятнадцяти раундів одноголосним суддівським рішенням. Було очевидно, що через форс-мажорні обставини Вальдес не показав свій найкращий бокс, тому незабаром між ним та Монсоном організували матч-реванш — у другому поєдинку аргентинець, хоч і побував у нокдауні, загалом знову виявився сильнішим, і після закінчення п'ятнадцяти раундів судді одноголосно віддали йому перемогу. Через місяць Карлос Монсон оголосив про завершення кар'єри професійного спортсмена і всі його титули стали вакантними.
Вальдес став одним з головних претендентів на титули WBA і WBC, що звільнилися, — у листопаді 1977 року він їх завоював, втретє вигравши у Бенні Бріско. Проте, у квітні наступного року за першого ж захисту колумбієць втратив обох титулів, програвши за очками представнику Аргентини Уго Корро. Колумбієць спробував якнайшвидше взяти реванш, але в другому бою знову поступився Корро одностайним рішенням.
У 1980 році в Колумбії Вальдес провів ще два рейтингові бої з маловідомими суперниками, після чого вирішив завершити спортивну кар'єру. Усього провів у професійному боксі 73 бої, з яких 63 виграв (у тому числі 43 достроково), 8 програв, тоді як у двох випадках була нічия.
Помер 14 березня 2017 року у віці 70 років внаслідок тяжкого серцевого нападу. Мер Картахени Мануель Дуке, коментуючи смерть Вальдеса, назвав його «одним із найбільших колумбійських спортсменів усіх часів».